# Hermann Wünsch
Hermann Wünsch (* 19. Februar 1932) ist ein ehemaliger deutscher Fußballspieler. 

## Karriere
Hermann Wünsch kam von der zweiten Mannschaft der Stuttgarter Kickers 1953 in die erste Mannschaft des Vereins. Dort spielte er zwei Spielzeiten  Erstligafußball in der Oberliga Süd. Dort absolvierte er 17 Spiele für die Stuttgarter Kickers und erzielte dabei 5 Tore.